# Rochefort-sur-Loire
Rochefort-sur-Loire é uma comuna francesa na região administrativa da Pays de la Loire, no departamento de Maine-et-Loire. Estende-se por uma área de 27,8 km². Em 2010 a comuna tinha 2 400 habitantes (densidade: 86,3 hab./km²).